# Д’Адамо, Питер
Питер Д’Адамо (англ. Peter D'Adamo) — американский писатель, доктор натуропатии, известен своей концепцией «4 группы крови — 4 пути к здоровью» и книгами-бестселлерами на эту тему, первая из которых — Eat Right 4 Your Type.
В своих книгах Д’Адамо цитирует научные исследования и ученых, однако в научном сообществе существует консенсус об отсутствии влияния группы крови на рекомендации по питанию, а также о несостоятельности концепции Д’Адамо.

## Концепция Д’Адамо
Согласно разработкам Д’Адамо, здоровье и болезни людей связаны с их генетическими особенностями, в частности — коррелируют с группой
крови.
Это предположение основано на множестве частных наблюдений врачей — гигиенистов и генетиков. Практически сразу после открытия возможности типирования людей по группе крови, было обнаружено, что некоторые заболевания статистически чаще проявляются у людей с той или иной группой крови. Такие наблюдения были сделаны в отношении инфекционных заболеваний, заболеваний сердечно-сосудистой системы, органов пищеварения и т. д.
Д’Адамо утверждает, что диетические потребности людей с различной группой крови также различны, и могут быть удовлетворены с помощью соответствующей диеты и приёма определённых БАД.
Однако следует отметить что формирование диеты по группе крови является слишком упрощенным подходом и не может отражать реальную ферментативную и эндокринную активность конкретного человека. Для формирования индивидуальной диеты, определяемой вашим геномом, необходим его анализ как минимум по 64 специфическим генам отвечающим за эндокринную и ферментативную активность. Оценка лишь одной группы крови явно недостаточна, чтобы данные рекомендации имели практическое значение.

## Обзоры
Связь между группой крови и вероятностью инфекционных заболеваний рассмотрена в статье: European Journal of Clinical Microbiology & Infectious Diseases. Relationship between infectious diseases and human blood type Springer Berlin / Heidelberg ISSN 0934-9723 (Print) 1435-4373 (Online) Volume 8, Number 8 / Август 1989 г. Страницы 681—689